# 卡納西-洛克威公園道車站
卡納西-洛克威公園道車站（英語：Canarsie–Rockaway Parkway station）是紐約地鐵BMT卡納西線的南端總站，是紐約地鐵少數的地面車站之一，位於布魯克林卡納西洛克威公園道及格倫伍德路交界，設有L線（任何時候停站）列車服務。

## 車站結構
| 地面/月台層 經車站屋進出 閘機、車站詢問處、MetroCard自動售票機 車站位於街道層 | 1號軌道               | 往第八大道（東105街） |
| 地面/月台層 經車站屋進出 閘機、車站詢問處、MetroCard自動售票機 車站位於街道層 | 島式月台，左/右側開門 |                       |
| 地面/月台層 經車站屋進出 閘機、車站詢問處、MetroCard自動售票機 車站位於街道層 | 2號軌道               | 往第八大道（東105街） |
| 地面/月台層 經車站屋進出 閘機、車站詢問處、MetroCard自動售票機 車站位於街道層 | 巴士迴圈及免費轉乘B42 |                       |

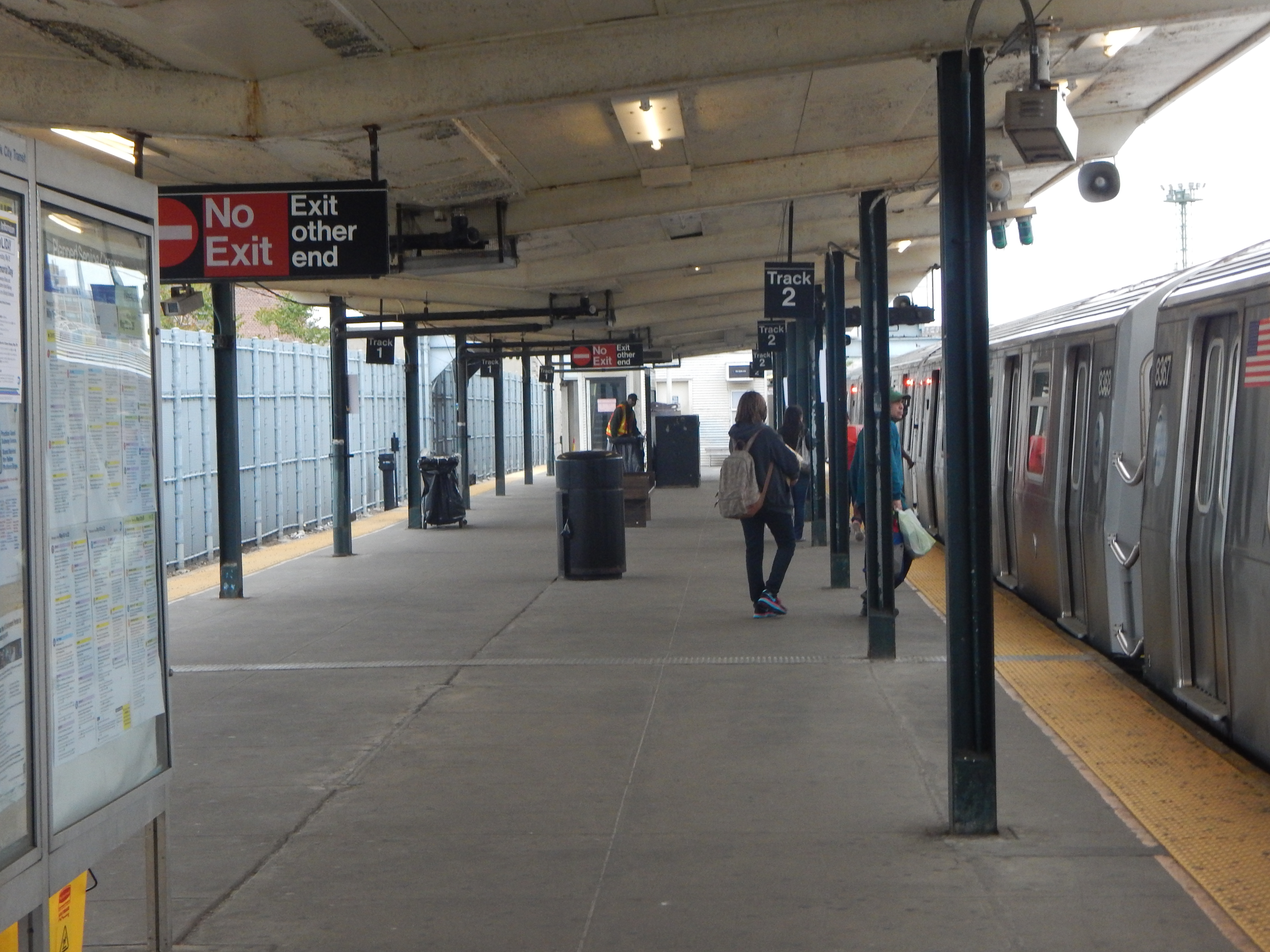
卡納西-洛克威公園道月台景觀，右邊停靠一部紐約地鐵R160A型列車L線列車

此地面車站在1906年12月28日啟用，設有一個島式月台和兩條軌道。兩條軌道在車站南端偏移的止衝擋結束：2號軌道，北行軌道比1號軌道稍短，因為車站與棋盤式的街道成對角線排列。
車站位於地面層，因此車站不需要升降機即達成無障礙通行（不過此站將在可見將來再改善無障礙設施）。
車站東鄰卡納西車廠。

## 外部連結
- nycsubway.org—BMT Canarsie Line: Rockaway Parkway
- Station Reporter — L Train
- The Subway Nut — Canarsie–Rockaway Parkway Pictures （页面存档备份，存于）
- Rockaway Parkway entrance from Google Maps Street View （页面存档备份，存于）
- Glenwood Road entrance from Google Maps Street View （页面存档备份，存于）
- Platform and B42 bus terminal from Google Maps Street View